# Guatteria alata
Guatteria alata är en kirimojaväxtart som beskrevs av Paulus Johannes Maria Maas och Van Setten. Guatteria alata ingår i släktet Guatteria och familjen kirimojaväxter. Inga underarter finns listade i Catalogue of Life.